# Michael Eneramo
Michael Eneramo (Kaduna, 26 november 1985) is een Nigeriaans voormalig voetballer die doorgaans speelde als spits. Tussen 2004 en 2018 was hij actief voor Espérance Tunis, USM Alger, Al-Shabab, Sivasspor, Beşiktaş, Karabükspor, Istanbul Başakşehir, opnieuw Sivasspor, Manisaspor, Al-Ettifaq, opnieuw Espérance Tunis en Ocağı Limasol. Eneramo maakte in 2009 zijn debuut in het Nigeriaans voetbalelftal en kwam uiteindelijk tot elf interlandoptredens.

## Clubcarrière
Eneramo speelde in de jeugd van Lobi Stars en werd in 2004 gescout door de Tunesische topclub Espérance Tunis, waar hij tot 2010 zou spelen. Hij werd tijdens die jaren nog verhuurd aan USM Alger en Al-Shabab. Op 19 januari 2011 verkaste de aanvaller naar het Turkse Sivasspor. Daar wist hij bijna dertig keer voor doel te treffen en in 2013 werd hij overgenomen door Beşiktaş JK, dat hem in januari 2014 verhuurde aan Karabükspor. Na zijn terugkeer werd hij van de hand gedaan aan Istanbul Başakşehir. Na een half jaar maakte hij de overstap naar Sivasspor. In de zomer van 2016 zette Eneramo zijn handtekening onder een verbintenis voor de duur van één seizoen bij Manisaspor. Na een half jaar verliet de Nigeriaan de club weer. Na zijn vertrek zat de spits drie maanden zonder club, tot hij zich aansloot bij Al-Ettifaq. Daar tekende hij tot medio 2017. Na een paar maanden keerde Eneramo terug naar Espérance Tunis. In januari 2018 verliet hij deze club. Ocağı Limasol werd hierop zijn nieuwe werkgever. Hier zou hij een half jaar spelen, waarna Eneramo op vijfendertigjarige leeftijd besloot een punt achter zijn actieve loopbaan te zetten.

## Interlandcarrière
Eneramo debuteerde op 11 februari 2009 in het Nigeriaans voetbalelftal. Op die dag werd er met 0–0 gelijkgespeeld tegen Jamaica. De aanvaller moest van bondscoach Shaibu Amodu op de bank beginnen en hij viel drie minuten voor tijd in voor Ikechukwu Uche. De andere debutant dit duel was Chidi Odiah (CSKA Moskou).